# Charles Adam
Pour les articles homonymes, voir Adam (homonymie).
Charles Adam, né à Charleville (Ardennes) le 14 décembre 1857 et mort à Riom (Puy-de-Dôme) le 27 août 1940, est un universitaire français, auteur de nombreux travaux en histoire de la philosophie. Il donne, en collaboration avec Paul Tannery, une édition des œuvres de Descartes,.

## Biographie
Élève de l’École normale supérieure, il est également agrégé de philosophie (1880) et docteur ès lettres.
Il enseigne comme professeur de philosophie, à Toulon, Bar-le-Duc, Clermont-Ferrand, Nancy, à la Faculté des lettres de Dijon. Il est nommé recteur à Clermont-Ferrand, puis l'année suivante à Dijon, où il le reste quatre ans. Il devient ensuite recteur de l’académie de Nancy de 1902 à 1928 (26 ans). Il est élu membre de l’Académie des sciences morales et politiques en 1914.

## Principales publications
- Essai sur le jugement esthétique, Hachette , 1885
- De methodo apud Cartesium, Spinozam et Leibnitium, Hachette , 1885
- Études sur les principaux philosophes, Hachette , 1886
- Éducation de Pascal. 1623-1646, Dupont, 1888
- Philosophie de François Bacon, Félix Alcan, 1890
- Pascal et Mlle de Roannez, librairie Damidot, 1891
- Cousin, Jouffroy et la métaphysique individualiste, 1893
- Projet d'une édition nouvelle des œuvres complètes de Descartes, 1894
- Inventaire des papiers de Descartes fait à Stockholm le 14 février 1650, 1894
- Charles Adam, La Philosophie en France : (première moitié du XIXe siècle), Alcan, 1894 (lire en ligne)
- Note sur le texte des Regulae ad directionem ingenii de Descartes [Texte imprimé] / Ch. Adam / Paris , 1895
- Remarques sur l'orthographe de Descartes, 1895
- Note sur des copies de manuscrits de Descartes (Bibliothèque royale de Hanovre), 1895
- Le P. Mersenne et ses correspondants de France. Note pour servir à une édition nouvelle des œuvres de Descartes, 1896
- À la recherche des papiers de Descartes (pour le 3e centenaire de sa naissance): conférence, Imprimerie du commerce et de l'industrie, 1896
- Études sur les principaux philosophes, nouvelle édition, complétée par M. Gérard-Varet, Hachette , 1903
- Discours prononcé par M. Charles Adam, à la séance solennelle de rentrée, 16 novembre 1905, impr. de l'Est , 1905
- Vie et œuvres de Descartes [Texte imprimé] : étude historique, 1910
- Discours de M. Charles Adam. 1902-1910, Imprimerie de L'Est, 1910
- Après avoir relu la chanson de Roland, 1915
- Notice sur la vie et les travaux de M. Louis Passy, Institut de France , 1916
- Commémoration de Shakespeare, 23 avril 1916, Coubé , 1916
- L'Afrique française. À propos de la "journée" du 10 juin 1917, 1917
- Enseignement primaire supérieur. Les écoles de Nancy pendant la guerre (août 1914-janvier 1917), impr. de J. Coubé, 1917
- Lycées et Collèges pendant la guerre, Coubé, 1918
- Cinquième centenaire de Jean Gerson célébré à Rethel (Ardennes) le dimanche 28 juillet 1929, Firmin-Didot , 1929
- Ardenne et Algérie - Le général Chanzy (Centenaire de l'Algérie), périodique La Grive, 1930
- Descartes et sa correspondance féminine, Société de l'enseignement supérieur, 1937
- Descartes, en collaboration avec Émile Bréhier et Léon Brunschvicg,  [et al.], recueil publié par "La Revue philosophique", Félix Alcan, 1937
- Descartes, ses correspondants anglais, Boivin, 1937
- Alfred Rébelliau 1858-1934, S.G.I.E., 1935
- Descartes, ses amitiés féminines, Boivin, 1937
- Descartes : sa vie et son œuvre, Boivin,  1937
- Descartes. Correspondance publiée avec une introduction et des notes, en collaboration avec Gaston Milhaud, tomes V-VI,Presses universitaires de France, 1951
- Vie et œuvres de Descartes, étude historique, supplément à l'édition de Descartes publiée sous les auspices du Ministère de l'Instruction publique, Librairie philosophique J. Vrin, (1957)
- Œuvres de Descartes, tome V, Correspondance : Mai 1647 - Février 1650, Librairie philosophique J. Vrin, 1974
- Œuvres de Descartes, tome III, Janvier 1640 - Juin 1643 : Correspondance, en collaboration avec Paul Tannery, Nouvelle présentation, en co-édition avec le Centre national de la recherche scientifique, Librairie philosophique J. Vrin, 1975